# 1,2-Dimethylhydrazin
Das 1,2-Dimethylhydrazin ist eine flüssige organisch-chemische Verbindung aus der Gruppe der Hydrazinderivate. Es ist ein Isomer von 1,1-Dimethylhydrazin.

## Eigenschaften
1,2-Dimethylhydrazin ist eine farblose Flüssigkeit, die bei Normaldruck bei 87 °C siedet. Die molare Verdampfungsenthalpie beträgt am Siedepunkt 35.16 kJ·mol−1. Die Dampfdruckfunktion ergibt sich nach Antoine entsprechend log10(P) = A−(B/(T+C)) (P in bar, T in K) mit A = 2,96404, B = 707,722 und C = −120,979 im Temperaturbereich von 274,52 bis 297,61 K. Die Verbindung ist leicht flüchtig und vollständig mit Wasser mischbar.
1,2-Dimethylhydrazin ist eine leichtentzündliche Flüssigkeit, deren Dämpfe schwerer sind als Luft und mit dieser explosionsfähige Gemische bilden. Die Verbindung hat einen Flammpunkt bei <5 °C. Der Explosionsbereich liegt zwischen 2,4 Vol.‑% als untere Explosionsgrenze (UEG) und 20 Vol.‑% als obere Explosionsgrenze (OEG).

## Verwendung
1,2-Dimethylhydrazin wird in Deutschland nicht mehr hergestellt. In Tierversuchen im Bereich der Onkologie wird 1,2-Dimethylhydrazin zur Induktion von Darmkrebs verwendet.

## Umwelt und Toxizität
Die Flüssigkeit ist stark wassergefährdend, sie ist giftig für Wasserorganismen. Im Tierversuch ist sie als krebserregend eingestuft und ist ein Fraß-, Atem- und Kontaktgift. In der Leber wird 1,2-Dimethylhydrazin zu dem stark krebserregenden Azoxymethan abgebaut. 1,2-Dimethylhydrazin ist deshalb das Prokarzinogen für Azoxymethan.